# حاسوب كومباك المنقول
يعد كومباك المحمول (بالإنجليزية: Compaq Portable)‏ جهاز حاسوب محمول، من أوائل الأنظمة المتوافقة مع أجهزة حاسوب إي بي إم. كما أنه أول منتج لشركة كومباك، ثم أصدرت بعده منتجات أخرى في سلسلة كومباك المحمولة وبعد ذلك سلسلة كومباك ديسك برو.

## إنتاج
تم الإعلان عن حواسيب كومباك المحمولة في نوفمبر (تشرين الثاني) عام 1982 وتم شحنها لأول مرة في مارس (آذار) 1983 بسعر 2,995 دولارًا (7782 دولار في وقتنا الحالي) مع مشغل أقراص مرنة بحجم 360 كيلوبايت للنسخة العادية أو 3590 دولارًا لنسخة بها اثنين من مشغلي الأقراص المرنة. بوزن 28 رطل (13 كيلوغراماً)، كان كومباك المحمول مطويًا في علبة محمولة بحجم ماكينة الخياطة المحمولة.
كان الحاسوب متعدد الإمكانات متاحًا بعد عامين من استخدام جهازي أوزبورن 1 وكايبرو II القائمين على نظام التشغيل سي بي إم، وفي نفس السنة التي أنتجت فيها شركة دينالوجيك حاسوب هيبريون المستند إلى نظام إم إس-دوس، وقبل عام من الكومودور إس إكس-64. وقد تأثر في تصميمه بجهاز زيروكس نوت تيكر، وهو كمبيوتر نموذجي تم تطويره في زيروكس بارك سنة 1976.
وقد أصدرت شركة آي بي إم حاسوبها إي بي إم المحمول لمنافسة جهاز كومباك المحمول.

## المبيعات
باعت شركة كومباك 53000 وحدة في العام الأول بإيرادات إجمالية بلغت 111 مليون دولار، وهو رقم قياسي في ميدان الأعمال التجارية الأمريكية. في العام الثاني، بلغت الإيرادات 329 مليون دولار محققة رقمًا قياسيًا في الصناعة. لتصل العائدات في العام الثالث 503.9 مليون دولار، وهو رقم قياسي تحققه الشركة.

## التصميم

### العتاد
يحتوي كومباك المحمول على نفس عتاد حاسوب آي بي إم الشخصي، ويتم تركيبه في حقيبة قابلة للفك (مصممة خصيصًا لتتناسب مع الأمتعة المحمولة على متن طائرة)، مع بيوس كومباك بدلاً من إي بي إم. يتم تزويد جميع الأجهزة المحمولة بذاكرة وصول عشوائي بسعة 128 كيلو بايت ومشغل أقراص مزدوج من الجهتين بسعة 360 كيلوبايت أو مشغلين، مع العلم أنه من الممكن ترقية الذاكرة إلى 640 كيلوبايت.
يستخدم الجهاز مزيجًا فريدًا من بطاقات الرسوميات إم دي إيه وسي جي إيه والذي يدعم أوضاع رسومات الأخيرة، ولكنه يحتوي على خطوط نصية للبطاقتين في ذاكرة القراءة فقط. عند استعمال الشاشة أحادية اللون الداخلية، يتم استخدام الخط 9x14، والخط 8x8 يستخدم مع شاشة خارجية (يقوم المستخدم بالتبديل بين الشاشات الداخلية والخارجية بالضغط على Ctrl+Alt+>). يمكن للمستخدم استخدام معايير فيديو إي بي إم للرسومات وكذا النصوص عالية الدقة. مع شاشة خارجية أكبر، وعتاد الرسومات يستخدم أيضًا في الحاسوب المكتبي الأصلي كومباك ديسك برو.
لكن على الرغم من نجاحه، كان لحاسوب كومباك المحمول بعض العيوب في عتاده. فلوحات المفاتيح تستخدم فيها وسادات رغوة تتصل بالدارة الكهربائية عند ضغط الأزرار، وهي تتعرض للتلف مع مرور الوقت بسبب الاستخدام العادي والتآكل الطبيعي. الشيء الذي يجعل هذه اللوحة عديمة الفائدة ويتطلب الأمر استبدالها كاملة عند تلف أي وسادة رغوية. كما عانت شاشة أنبوب الأشعة المهبطية أيضًا من معدل تحديث منخفض وظلال كثيفة.
- واجهة العلبة, مع منفذ سي جي إيه
- خلفية العلبة، مع مدخل التيار
- أسفل العلبة مع لوحة المفاتيح
- لوحة مفاتيح منزوعة، حاسوب جاهز للستعمال

### البرامج

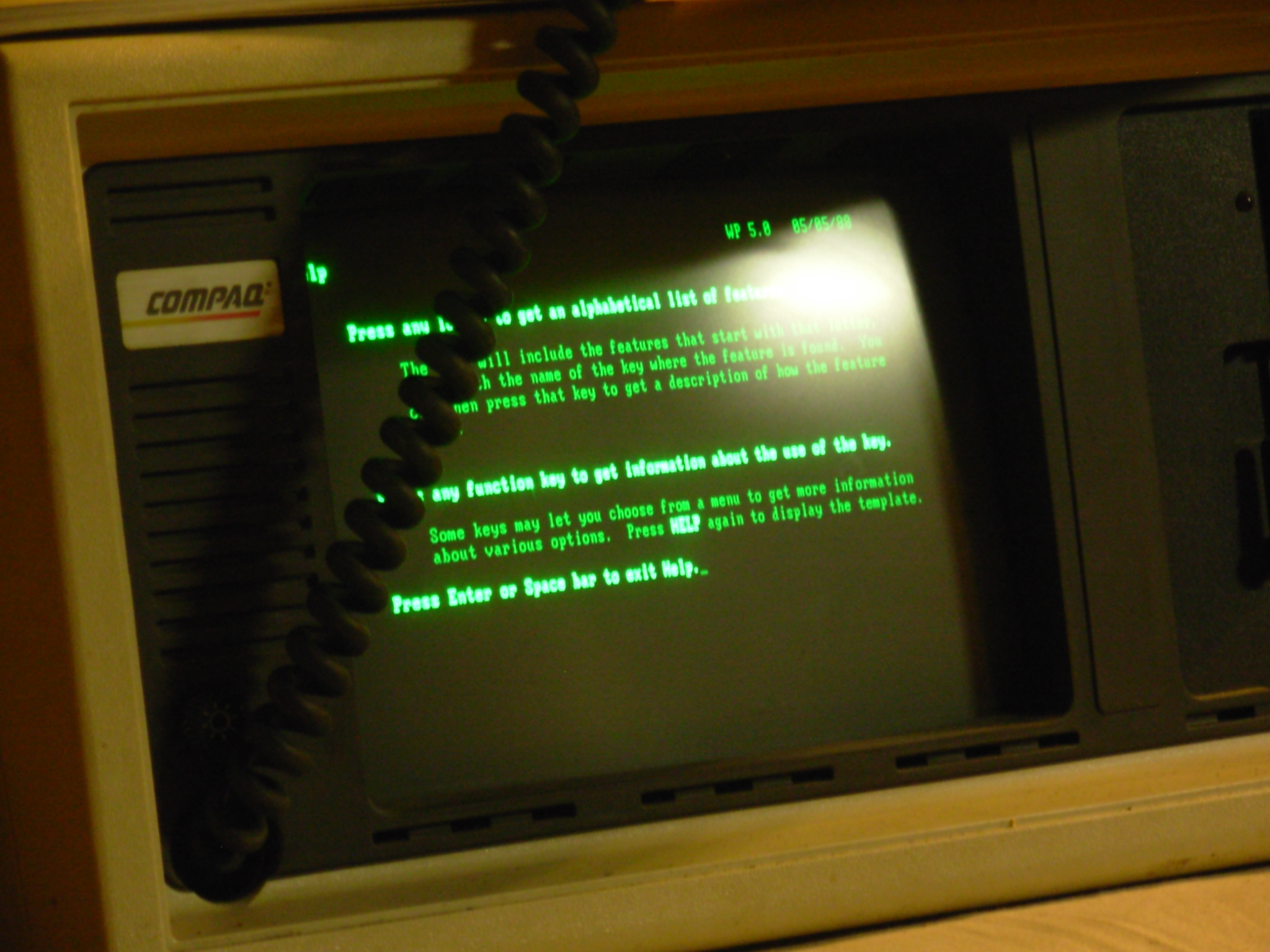
تشغيل WordPerfect 5.0.

كانت جهود كومباك قابلة للتحقيق لأن إي بي إم قد استخدمت في الغالب أجزاء برمجيات جاهزة للحاسوب الشخصي ونشرت وثائق فنية كاملة عنها، ولأن مايكروسوفت احتفظت بالحق في ترخيص إم إس-دوس لمصنعي أجهزة الحاسوب الآخرين. كانت الصعوبة الوحيدة هي البيوس، لأنه يحتوي على كود إي بي إم المحمي بحقوق النشر. لهذا قامت كومباك بحل هذه المشكلة عن طريق إنتاج غرفة نظيفة لتطوير شبيه يؤدي جميع الوظائف الموثقة لـبيوس حواسيب إي بي إم، ولكن عن طريق كتابته بالكامل من البداية.
وعلى الرغم من أن عدة شركات أخرى سرعان ما بدأت في بيع أجهزة حواسيب متوافقة، إلا أن القليل منها ضاهى إنجاز كومباك في توافق البرامج الكامل مع الحاسوب الشخصي لإي بي إم (يصل عادةً إلى «توافق 95٪» في أحسن الأحوال) حتى بدأت فونيكس تكنولوجي وغيرها باستخدام الهندسة العكسية لإنتاج أنظمة بيوس مماثلة وبيعها في السوق المفتوح.
أول الأجهزة المحمولة استتخدمت كومباك دوس 1.10،[بحاجة لمصدر] مطابق بشكل أساسي لـ إي بي إم دوس 1.10 باستثناء وجود بيسيك مستقل لا يتطلب ذاكرة قراءة فقط لكاسيت بيسيك الخاص بإي بي إم، ولكن تم استبدال ذلك في غضون بضعة أشهر بدوس 2.00 الذي أضاف دعم القرص الصلب وميزات متقدمة أخرى.
بصرف النظر عن استخدام دوس 1.x، فإن المحمولات الأولى تشبه طرازات 16-64 كيلوبايت من حاسوب إي بي إم الشخصي من حيث أن البيوس كان مقتصرًا على 544 كيلو بايت من ذاكرة الوصول العشوائي ولا يدعم توسيع ذاكرة القراءة فقط، مما يجعلها غير قادرة على استخدام بطاقات إي جي إيه / منظومة العرض المرئي أو الأقراص الثابتة أو الأجهزة المماثلة. بعد إصدار دوس 2.x وإي بي إم إكس تي، قامت كومباك بترقية البيوس (نظام الإخراج والإدخال الأساسي). على الرغم من عدم تزويده جهازه المحمول بقرص صلب من المصنع، إلا أن المستخدمين قاموا بتثبيته بشكل شائع. ابتداءً من عام 1984، بدأت كومباك في تقديم نسخة مجهزة بالقرص الصلب، وهي بورتابل بلوس، والتي تضمنت أيضًا سواقة أقراص مرنة واحدك بنصف ارتفاع. كان القرص الصلب متوفرا بسعة من 10 إلى 21 ميغا بايت، على الرغم من أن القطاعات التالفة غالبًا ما تقلل من المساحة المتاحة للاستخدام.
في عام 1985، قدمت شركة كومباك بورتابل 286، ولكن في غضون بضعة أشهر تم استبداله ب بورتابل II بعلبة أعيد تصميمها. يتميز الطراز بورتابل 286 بقرص صلب كامل الارتفاع وأحد الخيارات: سواقة أقراص مرنة بنصف الارتفاع أو سواقتين بنصف ارتفاع أو سواقة أقراص مرنة نصف الارتفاع وقارئ أشرطة.

## النقد
كتبت مجلة بايت، بعد اختبار نموذج أولي، أن كومباك المحمول «يبدو كفائز أكيد» بسبب قابليته للنقل والتكلفة والدرجة العالية من التوافق مع حاسوب إي بي إم. قام مراجعها باختبار آي بي إم دوس وسي بي/إم-86 وورد ستار وسوبير كالك والعديد من حزم البرامج الأخرى، ووجد أن جميعها تعمل باستثناء لعبة واحدة. كما صنفت مجلة بي سي جهاز كومباك المحمول بأنه متوافق بدرجة عالية، وأفادت بأن جميع التطبيقات المختبرة تعمل. وأشادت بالتصميم «المتين» ووضوح العرض، وخلصت إلى أنه يستحق بالتأكيد تقدير أي شخص يسعى إلى تشغيل برامج إي بي إم بدون استخدام حاسوب الشركة.

## روابط خارجية
- أجهزة الكمبيوتر القديمة - كومباك المحمولة
- CED في تاريخ تكنولوجيا الوسائط - كومباك المحمولة
- متحف الكمبيوتر المتقادم - وصف Compaq Portable